# Justus W. Schottelius
Justus Wolfram Schottelius (Arnsberg, 25 de enero de 1892-Bogotá, 12 de agosto de 1941) fue un dramaturgo, etnólogo y lingüista colombo-alemán y uno de los pioneros de la Antropología en Colombia.

## Infancia y juventud
Justus Wolfram Schottelius nació el 25 de enero de 1892 en Arnsberg, en Westfalia. Era hijo del consejero del imperio Justus Carl Schottelius y de la señora Emilie Reinecke. Descendía del famoso lingüista y filólogo Justus Georgius Shottelius, quien vivió en el siglo XVII y publicó un trabajo clásico sobre la lengua alemana. Por su madre, Schottelius tenía vínculos con el poeta alemán Wilhelm Raabe.
Pasó su juventud en Schleswig, Hannover y Goslar.
Luego de recibir el título de bachiller en la ciudad de Hameln, pasó a estudiar Derecho y Filosofía en la Universidad de Berlín, donde fue alumno del gran etnólogo y americanista Eduard Seler.
Poco después viajó a Munich, donde se graduó como doctor en Filosofía.
En 1911, a la edad de 19 años, publicó “Marina”, su primer drama, basado en la historia de Hernán Cortés y la Malinche, que sería representada en algunos teatros de Cassel, Hamein, etc. Esta obra sería básica para el dramaturgo Gerhart Hauptmann en su obra “El Salvador Blanco”.
Schottelius escribió después una serie de dramas de carácter histórico: “Enrique, el León”, “Federico II”, “Amalaswintha” y “La piedra de los blancos”, que también fue llevada a las tablas.
Durante la Primera Guerra Mundial se desempeñó como profesor en la Alta Escuela alemana de Lodz, en Polonia, entre 1916 y 1919, dictando conferencias de filosofía, lingüística y fonética.
"Al fin de la contienda tuvo que aceptar, a consecuencia de la grave crisis económica, la dirección escénica del Teatro Municipal de Flensburg, donde se representaron obras clásicas, dramas, comedias modernas y antiguos misterios." ]
Contrajo matrimonio el 12 de enero de 1921 con la señorita Karla Markus, hija del consejero médico doctor Segismund Markus.
Karla llegó a ser una consumada pianista. De esta unión nació su hija Renate ese mismo año
De regreso a Berlín, en 1924, trabajó en el Museo Etnográfico de esa ciudad bajo la dirección de los grandes etnólogos Konrad Preuss y Krickeberg. Emprendió en toda Alemania una gira de conferencias dedicadas a la poesía en el México antiguo, dictó conferencias en los liceos y sociedades científicas de Berlín sobre las civilizaciones maya y mexicana, publicó numerosos artículos en la Berliner Illustrierte Zeitung y en Korralle. 
De 1929 a 1932 fue colaborador de la casa editorial Ullstein para la redacción de la parte etnológica de la gran enciclopedia editada por esta casa. 
En 1934 entró en el Instituto Iberoamericano de Berlín, donde trabajó hasta que tuvo que salir de su país en 1938. Su obra en esta gran centro cultural fue a las vez modesta y eficiente. Se consagró a la tarea sumamente útil y a la vez ingrata de dar cuenta de una cantidad de obras publicadas en Alemania o en el extranjero sobre la América Ibérica. Además, dio a la revista del Instituto una serie de artículos valiosos sobre las calzadas que unían a México-Tenochtitlán con tierra firme, la fundación de Quito, Pedro de Alvarado y el viaje al Mar del Sur de los españoles, la historia de los franciscanos en México, las fiestas del cuarto centenario de las ciudades hispanoamericanas en el espejo de la literatura, la fundación de Santa Fe de Bogotá. Al mismo tiempo publicaba importantes estudios en la revista Lander und Wolker sobre la cultura amerasiática, los alemanes en el descubrimiento de América, el cuento de los tres perros en el infierno. En 1928 había dado a la luz un importante libro: “Himnos del Antiguo Méjico”.

## Nueva vida en un Nuevo Mundo
A causa del origen judío de su esposa, el profesor Schottelius se vio obligado a salir de Alemania ante el avance del Nacional socialismo y se refugió en Suramérica.
En menos de cinco años realizó numerosas investigaciones antropológicas y etnológicas en Ecuador y Colombia.
Aunque su llegada a Colombia en 1936 coincidió con el interés del gobierno liberal en el campo de la educación superior, el profesor Schotellius habría de soportar tres años de privaciones y miseria.
El director de la Escuela Normal Superior José Francisco Socarrás en esos años, refiere al respecto:
"Antes de ocuparme de lo que fue la Escuela Normal Superior durante mi rectoría debo hacer una observación que estimo importante. Como motivo de la guerra mundial y, sobre todo, de la toma del poder por el nazismo en Alemania y el franquismo en España, expatriados de esos países se asilaron entre nosotros, generosamente acogidos durante los gobiernos de los Presidentes Alfonso López Pumarejo y Eduardo Santos. Entre ellos se contaron profesores de gran valía como Paul Rivet, Pedro Urbano González de la Calle, Luis de Zulueta, Pablo Vila, Francisco Vera, Manuel Usano, Francisco Cirre, Mercedes Rodrigo, José de Recasens, Fritz Karsen, Justus Wolfran Schottelius, Rudolf Hommes, Kurt Freudenthal, Gerhart Masus, quienes enseñaron en la Escuela Normal y contribuyeron a darle el alto nivel científico y pedagógico que ella mantuvo".
Hasta esa época, la etnología o “ciencia del hombre” como la llamó Paúl Rivet, no era materia de estudio en los centros universitarios de Colombia y fue en esa escuela (creada por la Ley 39 de 1936) a donde llegó el profesor Justus Wolfram Schottelius, a impartir la cátedra de etnografía, al tiempo que ocupaba el cargo de conservador del Museo Arqueológico y Etnográfico del Ministerio de Educación.
El Ministerio de Educación lo autorizó, en 1940, para realizar una prospección en el recién descubierto cementerio de los indígenas guanes, en la localidad santandereana de la Mesa de los Santos. Sus primeras labores fueron en la cueva de los Indios y la cueva de la Loma.
El informe de esta exploración es un significativo ejemplo de estudio sistemático, en el cual consigna los relatos de los descubridores, “analiza el corpus de los objetos hallados (cerámica, metalistería, metalurgia, líticos) y conceptúa que "las telas pintadas o decoradas constituyen lo más interesante del hallazgo de Los Santos".
En el último de sus viajes a la región de los guanes tuvo la compañía de su discípula Edith de Muñoz (Medellín, 1916), quien también lo acompañó por las zonas indígenas de Socorro, Bucaramanga, Pamplona y Tunja.
Durante su estadía de tres años en Colombia, hizo viajes provechosos a San Agustín, Tierradentro, Bucaramanga y Los Santos, salvando en este último viaje colecciones únicas que constituyen ahora una de las joyas del museo. Fruto de estas investigaciones en el terreno fueron artículos publicados en la Revista de las Indias sobre analogías de las ideas representadas en las estatuas de San Agustín con las de Centro y Sur América, en la Revista Geográfica Americana sobre la prehistoria de Colombia, en Educación sobre el estado actual de la arqueología colombiana. Enviaba, además, contribuciones a la revista argentina Das Lasso, intituladas De Flandes al Dorado y Cantos de Amor a la Virgen María, en la lengua de los incas. Últimamente organizó con su colega Pablo Vila un grupo de alumnos de la Escuela Normal Superior para un viaje de estudio al Socorro, Los Santos, Bucaramanga, Soatá,
Pamplona y Tunja.

## Hallazgos de lacultura guane
Schottelius fue el primer investigador que registró hallazgos arqueológicos de cementerios indígenas utilizados desde tiempos prehispánicos hasta la época colonial en la mencionada Mesa de los Santos.
En el informe, presentado en 1940, pero publicado cinco años después en el Boletín de Arqueología, da cuenta de restos humanos, piezas de cerámica, textiles, objetos de madera, de cestería, instrumentos musicales, adornos, metalurgia y artefactos líticos.
Schottelius reseñó cuidadosamente asociados los textiles con los entierros: las mantas que envolvían a las momias o a los restos óseos y los gorros tejidos, hacían parte del vestido del muerto.
A partir de los informes realizados por Schottelius sobre lo que se llamó la Cueva de los Indios en la Mesa de los Santos o Meseta de Xérira, que aunque no sacaba conclusiones definitivas al no haber podido hacer estudios más profundos sobre los Guanes ya que muere pocos meses después, se ha podido a partir de indagaciones más recientes de Alejandro Navas Corona y Erika Marcela Angulo Moreno, precisar más aún lo que Schottelius observó fugazmente pero con muchos aciertos; es el caso de la concordancia entre los textiles y las piezas cerámicas, y la costumbre de envolver a sus muertos en mantas. Estos investigadores y expertos actuales han podido no solamente constatar estas similitudes sino también los conjuntos rupestres que por doquier se encuentran sobre los farallones del Cañón del Chicamocha.

### Muerte y errancia de sus restos
En 1941 llegó a Colombia Paul Rivet, también huyendo del nazismo que se extendía por Europa. En agosto del año siguiente falleció Schotellius y la Escuela Nacional Superior le rindió un homenaje póstumo, en el cual llevó la palabra el profesor Rivet expresando públicamente su adhesión a las ideas socialistas del sabio alemán, que coincidían con las de un buen número de los científicos de esa institución: "Él fue uno de los tres amigos que vinieron a acogerme en Techo. Había como un símbolo patético en esta acogida de un desterrado francés por un desterrado alemán, un símbolo del vínculo que une, a pesar de todos los acontecimientos trágicos, a los que guardan el culto de la libertad y de la humanidad. Desde entonces un pacto de amistad se había firmado entre nosotros. Una tarea común nos dio muchas ocasiones de cambiar ideas y me ofreció la oportunidad de conocer al hombre en el excelente colega que la suerte me había proporcionado. El hombre igualaba al sabio. Los rasgos dominantes de su carácter eran la modestia, el entusiasmo y la indulgencia. Este ser injustamente atormentado no conocía el odio; este ser ilustrado no conocía el orgullo; este ser perseguido por la vida no conocía el desaliento. Profundamente alemán por su origen y por su educación, sin esfuerzo, su pensamiento acogía la idea de la gran solidaridad humana. Sin que un instante le abandonase el culto para su patria, podía pensar y sentir como un miembro de la comunidad humana. Los vínculos que le unían a sus paisanos no aflojaban los que le unían a todos sus hermanos de la tierra. Socialista impenitente como yo, permanecía convencido, aun en nuestros desalentadores tiempos, que algún día los egoísmos nacionales desaparecerán para que se pueda construir un mundo nuevo en un ambiente de libertad y de comprensión mutua."
Con la llegada al poder al Partido Conservador, en 1946, la situación de los emigrados disminuyó relativamente y así, a pesar del apoyo que inicialmente había dado el gobierno liberal a los expatriados, la familia de Schottelius quedó reducida económicamente. Los restos mortales del científico fueron exhumados unos años después, quedaron insepultos por algún tiempo. En 1948, a instancias del antropólogo Luis Duque Gómez y del propio psiquiatra Socarrás, fueron depositados en el antiguo Panóptico de Bogotá, acondicionado como Museo Nacional para recibir la Asamblea Panamericana de ese año.
"Justus W. Schottelius murió en avanzado estado de desnutrición y extrema miseria. Pero su entierro fue suntuoso, gracias a que el famoso profesor Paul Rivet – entonces director del Museo del Hombre de París, exilado político por la guerra europea – informó del suceso al presidente Eduardo Santos. Hubo cámara ardiente, lluvia de coronas y traslado del cajón en hombros desde la Escuela Normal hasta el cementerio."
La muerte sorprendió a Schottelius en vísperas de que se reuniera en Bogotá la Conferencia Panamericana y al desencadenarse los hechos violentos conocidos como El Bogotazo del 9 de abril de 1948, sus restos mortales fueron llevados a diferentes sitios, hasta que el gobierno, a instancias del Doctor José Francisco Socarrás, decidiiera darles sepultura en el antiguo centro carcelario denominado Panóptico de Bogotá, que por ese año se remodelaba como museo.
Las cenizas de Schottelius reposan en la nave central de la sala oriental del edificio del Museo Nacional de Colombia. Sobre la lápida de su tumba se expone el fragmento de manta traído por él desde la "Cueva de los Indios".

### Obras de Schotellius
- 1940. SCHOTELLIUS, Justus Wolfram. "Die Gründung Quito," (La fundación de Quito) Ibero-Amerikanishces Archiv, vol. 9 (1936-1937), 159-182, 276-29 y vol.10 (1936-1937), 55-77.
- 1940. SCHOTELLIUS, Justus Wolfram. Analogías de las ideas representadas en las estatuas de San Agustín con las de entro y Suramérica. Revista de las Indias (24-4): 49-85
- 1940 SCHOTELLIUS, Justus Wolfram. Informe presentado al Ministro de Educación Pública sobre la visita practicada a la cueva de los Indios, en el municipio de Los Santos. Bogotá, febrero de 1940. Se anexan dos informes más sobre lo mismo. Mecanografiado. Centro de Documentación del ICAN, Arq. 281 y Arq. 321.
- 1940. SCHOTTELIUS, Wolfram Justus. 1946. “Estado actual de la arqueología colombiana” Fue publicado en 1946 en elBoletín de Arqueología, vol. II, no. 3 (1946), 213-226.
- 1946 SCHOTELLIUS, Justus Wolfram. Arqueología de la Mesa de los Santos. En: Boletín de arqueología; Vol. 2, No. 3 (1946). Bogotá. p. 213-225. Publicado también en las revistas Educación (Bogotá, No. 2-3, sep-dic 1941, p. 137-150) y Hojas de Cultura Popular Colombiana (Bogotá, No. 49, 1955, p. 37-ss). Informe sobre el registro de las cuevas de la Mesa de los Santos, donde extrajo textiles que fueron datados por Reichel-Dolmatoff (1964) en 1185 AD + 85. Al establecer dos niveles estratigráficos en una cueva, planteó la posibilidad de que un grupo étnico pre-guane pudo haber ocupado antes La Mesa de los Santos.

### Obras sobre Schotellius
- El Mundo Guane Pioneros de La Arqueología en Santander, Justus W. Schottelius, Martin Carvajal (Colección Temas y Autores Regionales). Edición comentada por Alicia de Reichel Dolmatoff y Armando Martínez. Enero de 2005, Ediciones UIS. Gobernación de Santander. 184 pp. ISBN 9583372447 SBN 13: 9789583372445  (enlace roto disponible en Internet Archive; véase el historial, la primera versión y la última).